# Martina Trevisan
Martina Trevisan (Firenze, 1993. november 3. –) olasz hivatásos teniszezőnő.
2008-tól profi teniszjátékos. Eddigi pályafutása során egyéniben egy WTA-, egy WTA125- és tíz ITF-tornagyőzelmet aratott. Párosban két ITF-tornagyőzelemmel rendelkezik.
2009-ben juniorként elődöntős volt a lányok páros versenyében a Roland Garroson és Wimbledonban. A felnőtt mezőnyben a legjobb eredménye a Grand Slam-tornákon egyéniben a 2022-es Roland Garroson elért elődöntő, amellyel a Top30-ba került a világranglistán. Párosban a 2022-es Australian Openen a negyeddöntőbe jutott.
Legjobb világranglista-helyezése egyéniben a 18. hely, amelyre 2023. május 8-án került, párosban a legjobbjaként a 138. helyen állt 2021. június 14-én.
2017 óta Olaszország Billie Jean King-kupa-csapatának tagja.

## WTA-döntői

### Egyéni
| Összesítés                    |
| Grand Slam-torna (0)          |
| WTA 1000 (mandatory)* (0)     |
| WTA 1000 (non-mandatory)* (0) |
| WTA 500* (0)                  |
| WTA 250* (1)                  |

#### Győzelmei (1)
| No. | Dátum           | Torna               | Borítás | Ellenfél a döntőben | Eredmény a döntőben | Eredmény a döntőben |
| 1.  | 2022. május 22. | Morocco Open, Rabat | Salak   | Claire Liu          | 6–2, 6–1            |                     |

### Páros
| Összesítés                    |
| Grand Slam-torna (0)          |
| WTA 1000 (mandatory)* (0)     |
| WTA 1000 (non-mandatory)* (0) |
| WTA 500* (0)                  |
| WTA 250* (0)                  |

#### Elveszített döntői (1)
| No. | Dátum              | Torna                        | Borítás | Partner                | Ellenfelek a döntőben       | Eredmény a döntőben |
| 1.  | 2020. augusztus 9. | Palermo Ladies Open, Palermo | Salak   | Elisabetta Cocciaretto | Arantxa Rus Tamara Zidanšek | 5–7, 5–7            |

## WTA 125K-döntői

### Egyéni

#### Győzelmei (1)
|    | Dátum            | Torna               | Borítás | Ellenfél a döntőben | Eredmény a döntőben |
| 1. | 2024. június 14. | Nordea Open, Båstad | Salak   | Ann Li              | 6–2, 6–2            |

#### Elveszített döntői (1)
|    | Dátum                | Torna                     | Borítás | Ellenfél a döntőben | Eredmény a döntőben |
| 1. | 2021. szeptember 12. | Karlsruhe Open, Karlsruhe | Salak   | Mayar Sherif        | 3–6, 2–6            |

## ITF-döntői

### Egyéni: 18 (10–8)
| Díjazás              |
| -------------------- |
| $100,000 torna       |
| $80,000 torna        |
| $60,000 torna        |
| $25,000 torna        |
| $10,000/15,000 torna |

| Eredmény | Gy–V | Dátum            | Torna                       | Borítás | Ellenfél                  | Eredmény      |
| -------- | ---- | ---------------- | --------------------------- | ------- | ------------------------- | ------------- |
| Döntős   | 0–1  | 2014. augusztus  | ITF Innsbruck, Ausztria     | Salak   | Iva Mekovec               | 6–2, 2–6, 1–6 |
| Győztes  | 1–1  | 2014. szeptember | ITF Pula, Olaszország       | Salak   | Cristiana Ferrando        | 6–4, 6–3      |
| Győztes  | 2–1  | 2014. szeptember | ITF Pula, Olaszország       | Salak   | Marie Benoît              | 6–4, 6–3      |
| Győztes  | 3–1  | 2015. május      | ITF Pula, Olaszország       | Salak   | Ulrikke Eikeri            | 6–3, 3–6, 6–1 |
| Győztes  | 4–1  | 2015. augusztus  | ITF Rome, Olaszország       | Salak   | Lisa Sabino               | 6–1, 6–3      |
| Győztes  | 5–1  | 2015. október    | ITF Pula, Olaszország       | Salak   | Anastasia Grymalska       | 7–5, 3–6, 6–1 |
| Győztes  | 6–1  | 2016. augusztus  | ITF Bagnatica, Olaszország  | Salak   | Katarzyna Piter           | 6–1, 5–7, 7–5 |
| Döntős   | 6–2  | 2016. szeptember | ITF Biarritz, Franciaország | Salak   | Rebecca Šramková          | 3–6, 6–4, 1–6 |
| Győztes  | 7–2  | 2016.október     | ITF Pula, Olaszország       | Salak   | Beatriz Haddad Maia       | 6–3, 6–4      |
| Döntős   | 7–3  | 2017. június     | ITF Grado, Olaszország      | Salak   | Anna Karolína Schmiedlová | 6–2, 2–6, 4–6 |
| Győztes  | 8–3  | 2017. június     | ITF Warsaw, Lengyelország   | Salak   | Olha Jancsuk              | 6–2, 6–4      |
| Döntős   | 8–4  | 2017. szeptember | ITF Bagnatica, Olaszország  | Salak   | Melanie Stokke            | 6–7(6), 3–6   |
| Döntős   | 8–5  | 2018. április    | ITF Pula, Olaszország       | Salak   | Manon Arcangioli          | 6–2, 2–6, 4–6 |
| Döntős   | 8–6  | 2018. június     | ITF Brescia, Olaszország    | Salak   | Kaia Kanepi               | 4–6, 3–6      |
| Győztes  | 9–6  | 2019. szeptember | ITF Pula, Olaszország       | Salak   | Seone Mendez              | 6–4, 5–7, 7–5 |
| Döntős   | 9–7  | 2019. október    | ITF Pula, Olaszország       | Salak   | Nadia Podoroska           | 6–7(5), 1–6   |
| Győztes  | 10–7 | 2021. szeptember | ITF Valencia, Spanyolország | Salak   | Gálfi Dalma               | 4–6, 6–4, 6–0 |
| Döntős   | 10–8 | 2021. november   | ITF Funchal, Portugália     | Kemény  | Cseng Csin-ven            | 3–6, 5–7      |

### Páros: 3 (2–1)
| Díjazás              |
| -------------------- |
| $100,000 torna       |
| $75,000/80,000 torna |
| $50,000/60,000 torna |
| $25,000 torna        |
| $10,000/15,000 torna |

| Eredmény | No. | Dátum           | Torna                       | Borítás   | Partner             | Ellenfelek                              | Eredmény         |
| -------- | --- | --------------- | --------------------------- | --------- | ------------------- | --------------------------------------- | ---------------- |
| Győztes  | 1–0 | 2009. augusztus | ITF Pesaro, Olaszország     | Salak     | Anastasia Grymalska | Alice Balducci Federica Di Sarra        | 6–2, 6–2         |
| Döntős   | 1–1 | 2015. március   | ITF Le Havre, Franciaország | Salak (f) | Alice Matteucci     | Erika Vogelsang Mandy Wagemaker         | 1–6, 6–1, [6–10] |
| Győztes  | 2–1 | 2015. április   | ITF Pula, Olaszország       | Salak     | Alice Matteucci     | Giorgia Marchetti Anna-Giulia Remondina | 6–2, 6–3         |

## Eredményei Grand Slam-tornákon

### Egyéni
| Grand Slam | Australian Open | Australian Open | Roland Garros  | Roland Garros    | Wimbledon      | Wimbledon        | US Open        | US Open             |
| Év         | Eredmény        | Utolsó ellenfél | Eredmény       | Utolsó ellenfél  | Eredmény       | Utolsó ellenfél  | Eredmény       | Utolsó ellenfél     |
| 2017       | –               | –               | –              | –                | Selejtező (Q1) | Selejtező (Q1)   | Selejtező (Q2) | Selejtező (Q2)      |
| 2018       | –               | –               | Selejtező (Q3) | Selejtező (Q3)   | Selejtező (Q2) | Selejtező (Q2)   | Selejtező (Q3) | Selejtező (Q3)      |
| 2019       | Selejtező (Q3)  | Selejtező (Q3)  | Selejtező (Q2) | Selejtező (Q2)   | Selejtező (Q1) | Selejtező (Q1)   | Selejtező (Q1) | Selejtező (Q1)      |
| 2020       | 1. kör          | Sofia Kenin     | Negyeddöntő    | Iga Świątek      | elmaradt       | elmaradt         | –              | –                   |
| 2021       | 1. kör          | J Alekszandrova | 2. kör         | Sorana Cîrstea   | 1. kör         | Jelena Vesznyina | 2. kör         | Belinda Bencic      |
| 2022       | 2. kör          | Paula Badosa    | Elődöntő       | Cori Gauff       | 1. kör         | E Cocciaretto    | 1. kör         | J Rogyina           |
| 2023       | 1. kör          | AK Schmiedlová  | 1. kör         | Elina Szvitolina | 1. kör         | S Sorribes Tormo | 2. kör         | Markéta Vondroušová |
| 2024       | 2. kör          | Océane Dodin    | 1. kör         | Olga Danilović   | 1. kör         | Madison Keys     | 1. kör         | Taylor Townsend     |

### Páros
| Grand Slam | Australian Open               | Australian Open                  | Roland Garros            | Roland Garros                       | Wimbledon              | Wimbledon                     | US Open                   | US Open                            |
| Év         | Eredmény Partner              | Utolsó ellenfél                  | Eredmény Partner         | Utolsó ellenfél                     | Eredmény Partner       | Utolsó ellenfél               | Eredmény Partner          | Utolsó ellenfél                    |
| 2021       | Negyeddöntő Aleksandra Krunić | Darija Jurak Nina Stojanović     | 1. kör Aleksandra Krunić | Karolína Plíšková Kristýna Plíšková | –                      | –                             | –                         | –                                  |
| 2022       | –                             | –                                | 1. kör Jasmine Paolini   | Lucie Hradecká Szánija Mirza        | 1. kör Jasmine Paolini | Naiktha Bains Maia Lumsden    | –                         | –                                  |
| 2023       | 1. kör Jasmine Paolini        | Okszana Kalasnikova Alycia Parks | 2. kör Jasmine Paolini   | Desirae Krawczyk Demi Schuurs       | 1. kör Jasmine Paolini | A-L Friedsam Mayar Sherif     | 1. kör E Cocciaretto      | Magda Linette Bernarda Pera        |
| 2024       | 1. kör Elisabetta Cocciaretto | Destanee Aiava Maddison Inglis   | –                        | –                                   | 1. kör I-C Begu        | Asia Muhammad Aldila Sutjiadi | 1. kör Anhelina Kalinyina | Catherine Harrison Alicja Rosolska |

## Év végi világranglista-helyezései
| Év     | 2008  | 2009 | 2010 | 2011 | 2012 | 2013 | 2014 | 2015 | 2016 | 2017 | 2018 | 2019  | 2020 | 2021 | 2022 | 2023 |
| Egyéni | 1011. | 694. | –    | –    | –    | –    | 590. | 365. | 236. | 202. | 195. | 153.  | 84.  | 113. | 28.  | 43.  |
| Páros  | –     | –    | –    | –    | –    | –    | –    | 931. | –    | 313. | 480. | 1380. | 391. | 186. | 244. | 390. |